# Irenäus Wolfgang Totzke
Irenäus Wolfgang Totzke OSB (* 8. August 1932 in Danzig als Wolfgang Totzke; † 14. Mai 2013 in Niederaltaich) war ein Musik- und Liturgiewissenschaftler, Komponist, Theologe; Mönch und Archimandrit der Benediktinerabtei Kloster Niederaltaich.

## Leben
Wolfgang Totzke wuchs in Danzig-Langfuhr auf. Mit 13 Jahren musste er 1945 zusammen mit der Familie aus Danzig fliehen; sie fanden für zwei Jahre Aufnahme in Dänemark. Nach der Schulzeit und dem Abitur in Heidenheim/Württemberg ging er 1952 auf das Päpstliche Collegium Russicum nach Rom. Er studierte dort an der Gregorianischen Universität und der Orientalischen Hochschule und anschließend in Würzburg und München Philosophie, Theologie, Byzantinistik, Musikwissenschaft und Sprachen. 1957 trat er in die Abtei Niederaltaich ein und wurde Gründungsmitglied der neu errichteten Byzantinischen Gruppe, der späteren Byzantinischen Dekanie. 1960 in Rom zum Priester geweiht, wurde er nach Jahren als Liturgieverantwortlicher (Taxiarch) und als Chorleiter sowie intensiver ökumenischer Arbeit dann Leiter der ostkirchlichen Abteilung des Ökumenischen Instituts der Abtei. Aufgrund seiner großen Verdienste um die ostkirchliche Musik- und Liturgiewissenschaft erhielt er bereits 1976 den Ehrentitel eines Archimandriten durch den rumänischen Patriarchen Justinian I. und 1988 aus demselben Grund aus westlicher Sicht nochmals durch einen eigens aus Rom geschickten Kardinal. Archimandrit Irenäus war Mitglied der Bayerischen Benediktinerakademie und Mitglied der Kommission zur Herausgabe altslawischer Musikdokumente sowie Träger des Danziger Kulturpreises.

## Wissenschaftliche und kompositorische Arbeit
Seine besondere Hinwendung galt der Theologie und Spiritualität der Orthodoxen Kirche. Er wurde der bedeutendste und wichtigste Kenner für orthodoxe Kirchenmusik- und Liturgiewissenschaft in Ost und West. Als Schüler von Thrasybulos Georgiades und Johann von Gardner steht er als Komponist in der Traditionsreihe der Moskauer Schule von Kastalskij, Kompanesjskij, Gretschaninow, Rachmaninow bis Gardner. Ursprünglich in slawischer Sprache komponierend, ging er 1960 mehr und mehr zur deutschen Sprache über und schuf mit seinen umfassenden Übersetzungen aus dem Kirchenslawischen und Griechischen so ein bedeutendes Zentrum der deutschen orthodoxen Kirchenmusik in Niederaltaich.
Neben zahlreichen Veröffentlichungen von wissenschaftlichen Texten in vielen Fachzeitschriften und Büchern sowie von Kompositionen in Partituren und Schallplatten war er auch als Referent und Gastdozent u. a. in Leningrad, Moskau, Minsk, Smolensk, Sofia und Bukarest wie auch an theologischen Fakultäten wie in Linz und Graz tätig.
In der abendländischen Musik galt sein besonderes Interesse der Wiener Klassik und der Romantik. Er galt als großer Haydn-Kenner.
Im nicht immer einfachen kirchenpolitischen Dialog zwischen Ost und West, sowohl vor als auch nach der Wende, war er ein bedeutender Vermittler und Erklärer.
Darüber hinaus beeindruckte Irenäus Totzke mit besonderem Charisma. Seine epochale Vielfachbegabung, seine universelle Bildung und sein phänomenales Wissen suchten seinesgleichen. Diese außerordentlichen Begabungen beschränkten sich nicht allein auf das Musikalische. Als Sprachengenie war er ebenso legendär (er beherrschte über ein Dutzend Sprachen) wie er als begnadeter Redner, Prediger und Referent brillierte. Er zeigte sich dabei in Literatur, Kunstgeschichte, Ikonographie und Theologie genauso bewandert wie in Politik und Geschichte bis hin zur Genealogie.
Als ein Universalgelehrter war er deshalb weit über sein eigentliches Spezialgebiet hinaus auf vielen weiteren Feldern aktiv und begleitete, kommentierte und kritisierte wissenschaftliche wie sonstige in sein weites Bildungsspektrum reichende Veröffentlichungen in Bild, Funk und Presse gefragt und ungefragt ebenso kommunikativ wie streitbar.
Mit zunehmendem Alter wandte er sich vermehrt auch seiner Geburtsstadt Danzig zu. In zahlreichen Aufsätzen und auf vielen Veranstaltungen referierte er über deren Geschichte und Kultur sowie über bekannte und vergessene Künstler dieses westpreußischen Kulturraums und mischte sich auch hier wortgewaltig in bestehende kulturpolitische Diskussionen ein.

## Publikationen (Auswahl)
- Die Musik der nichtchalkedonischen Kirchen. In: Handbuch der Ostkirchenkunde, Düsseldorf 1971
- Geburt in der Höhle. Das Weihnachtsfest in der Überlieferung der Ostkirche,[1] Herder Verlag, Freiburg 1989
- Dir singen wir. Auswahl wissenschaftlicher Texte zur Musik der Ostkirche[2] , EOS-Verlag, St. Ottilien 1992
- Nikolaus – Sein Leben in Bildern und Legenden[3] , Friedrich Bahn Verlag, Neukirchen-Vluyn 1996
- Musik der Ostkirche, in: Musica Sacra 5, Regensburg 1982
- Die Russische Kirchenmusik außerhalb Rußland, in: Jahrbuch Kirche im Osten 27, Göttingen 1984
- Die Tradition der byzantinischen Musik im orthodoxen Norden, in: Acta Byzantina Fennica 1, Helsinki 1985
- Die frühen Erneuerungsbestrebungen in der russischen Kirchenmusik des XIX. Jahrhunderts und Tausend Jahre zwischen Wolga und Rhein, in: Una Sancta 42, Zeitschrift für ökumenische Begegnung, Meitingen 1987
- Die Rückwirkungen der im XVII. Jahrhundert in die russische Kirchenmusik eingeführten westlichen Mehrstimmigkeit, in: Tausend Jahre Christentum in Rußland, Göttingen 1988
- Venedig – Kiew: eine vergessene musikalische Verbindungslinie, in: Stimme der Orthodoxie 12, 1988
- Evropejskoje značenie partesnogo penija, in: Akten der 3. Internationalen Wissenschaftlichen Konferenz der Russischen Orthodoxen Kirche aus Anlaß des Millenniums, 1989
- Die Bedeutung des Patriarchen Nikon für die Kirchenmusik, in: Patriarch Jeremias II., Reihe Oikonomia 27, Erlangen 1991
- Der Altargesang in der Russisch-Orthodoxen Kirche, in: Kirche im Osten 34, Göttingen 1991
- Sakral und profan in der Kirchenmusik, in: Kirchen im Kontext unterschiedlicher Kulturen, Göttingen 1991
- Radio Radonež/Moskau: Interview von Prof. Dr. Evgenij Vereščagin mit Archimandrit Irenäus Totzke, in: Neues Europa, Moskau 1993
- Das antik-byzantinische und das modern-europäische Erbe in der orthodoxen Kirchenmusik, in: Una Sancta 42, Zeitschrift für ökumenische Begegnung, Meitingen 1995
- Wiederkehr der Heiligen[4] , Irenäus Totzke, Stephan Haering, Gerhard Voss, Willibrord Godel u. a., EOS-Verlag St. Ottilien, 1999
- Melos und Logos in der orthodoxen Liturgie, in: Meditation, Zeitschrift für christliche Spiritualität und Lebensgestaltung, 1–2002
- Faszination Russland: Die russische Kirchenmusik auf dem westlichen Markt, in: Praxishandbuch Chorleitung 2/2003
- Die Vigil von Rachmaninov, in: Praxishandbuch Chorleitung 4/2003
- Missa Mystica, Spiritualität und Kunst in Rußland, Norbert Kuchinke, Irenäus Totzke, Nikolai Berdjajew, Kreuz Verlag Stuttgart, 2003
- Christoph Bernhard (1627/28–1692). Ein Schütz-Schüler aus Danzig, in: Westpreußen-Jahrbuch, Band 58, 2008
- Heinz Freudenthal – ein Dirigent aus Danzig, in: Unser Danzig, 1–1995
- Kontinuität Danziger Musik. Der Konzert-Organist Jan Janca aus Danzig, in: Unser Danzig, 9–2003
- Johann Gottlieb Goldberg (1727–1756). Ein Bachschüler aus Danzig, in: Unser Danzig, 8–2004
- Ein Mameluk aus Danzig, in: Unser Danzig, 1–2005
- Helene Harlas. Eine Münchener Hofsängerin aus Danzig, in: Unser Danzig, 2–2005
- Geschichte des Landes- bzw. Reichssenders Danzig, in: Unser Danzig, 1/2–2006
- In der Reihe „Tür gen Osten“ EOS-Verlag, St. Ottilien:
  - Auferstehung und Geistausgießung,[5] Band 1, 2012
  - Leben aus gemeinsamer Wurzel[6] , Band 2, 2013
  - Ostkirchliche Spiritualität[7] , Band 3, 2013
  - Musik der Ostkirche[8] , Band 4, 2014
  - Glaube und Wissen[9] , Band 5, 2015
- In der Schriftenreihe des Fördervereins für die Byzantinische Kirche der Abtei Niederaltaich:
  - Durch wen und wodurch erfahre ich von Gottes Werk und Wort?
  - Hymnos Akathistos
  - Angst und Religion
  - Umgang mit den Heiligen
  - Gottesdienst und Stundengebet
  - Die letzten Dinge nach orthodoxer Lehre
  - Trina Laus. Der Dreiklang der Konfessionen in der Musica Sacra
  - Erfahrene Gottesnähe – die Ikone als Sakrament
  - Der mystische Charakter der russisch-orthodoxen Kirchenmusik
  - Gestalt und Gehalt der Byzantinischen Liturgie
- Mitherausgeber des Byzantinischen Meßbuches in deutscher Sprache „Liturgikon“

## Kompositionen
- Unzählige Kompositionen und Bearbeitungen von liturgischen Chorsätzen
- Musikausgaben der Chrysostmus-Liturgie in deutscher Sprache
- Wandert ein Strom Ein Liederzyklus nach Gedichten von Hans Georg Siegler, 1995
- Sieben Lieder nach Gedichten von Ricarda Huch, 1997
- Aspekte in A oder Kleiner Gradus ad Parnassum für Klavier
- Agnes-Miegel-Liederzyklus, 2002

## CDs (Auswahl) mit Werken und unter Leitung von Irenäus Totzke
- Byzantinische Osterliturgie, Chorodia der Abtei Niederaltaich und Schola Cantorum St. Godehard Hannover, 1977
- Liturgie der vorgeweihten Gaben – Byzantinische Gregoriusliturgie der Fastenzeit, Chorodia der Abtei Niederaltaich und Schola Cantorum St. Godehard Hannover, 1979
- Die göttliche Liturgie unseres Vaters unter den Heiligen Johannes Chrysostomus, Schola Cantorum St. Godehard Hannover und Chorodia der Abtei Niederaltaich, 1994
- Mysterium der Krönung – Verlobung und Hochzeit im Byzantinischen Ritus, Mönchschor der Abtei Niederaltaich
- Geburt in der Höhle – Gesänge und hinführende Texte zum orthodoxen Weihnachtsfest, Mönchschor der Abtei Niederaltaich